# プッチサルダー
プッチサルダー （カタルーニャ語: Puigcerdà, IPA：標準カタルーニャ語：[ˌputʃsərˈða] プッチサルダー 口語：[ˌputʃərˈða] プッチャルダー 地元の方言：[ˌpujsərˈða] プイサルダー）は、スペイン・カタルーニャ州ジローナ県にあるムニシピ（基礎自治体）。バッシャ・サルダーニャ郡の中心自治体である。

## 人口
| プッチサルダーの人口推移 1900－2010                     |
|                                                         |
| 出典:INE（スペイン国立統計局）1900年 - 1991年、1996年 - |

## 歴史

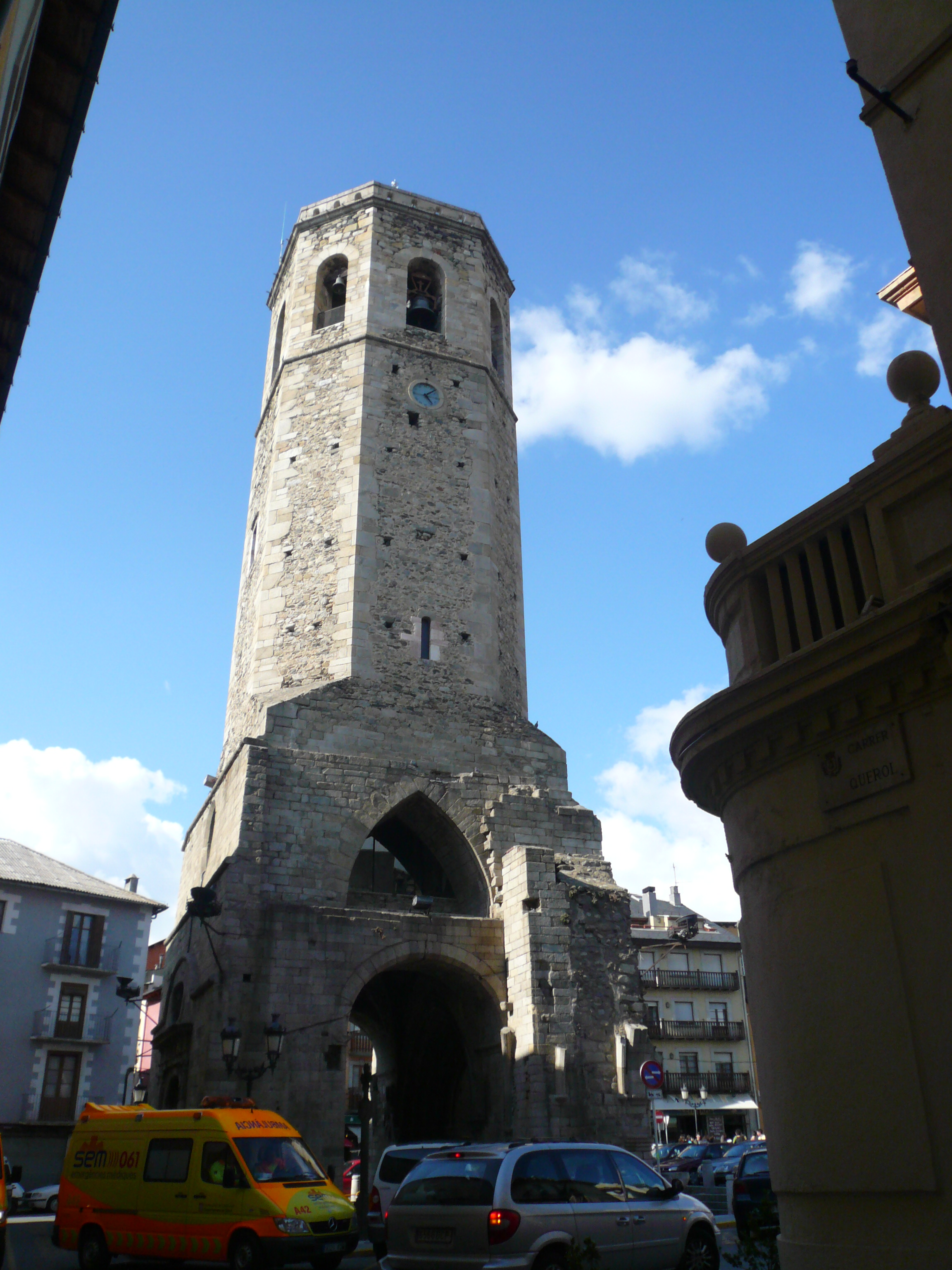
カンパナル塔

1178年、アラゴン王・バルセロナ伯アルフォンソ2世がこの地に都市をつくるよう命じた。村は近くのチャルダー山にちなんで名付けられた。村はサン・ミケル・デ・クシャの修道院領となった後、サルダーニャの中心地となった。1342年の公文書には、町が8つの門のある城壁に囲まれていたとある。1281年と1309年、町は大火で損傷を受け、1428年には大地震で町の一部が破壊された。
1310年、マジョルカ王サンチョ1世の命令で、町に大きな人工湖（灌漑用）がつくられた。

## 名所・史跡
- サント・トマス・ダ・バンタジョーラ教会（Sant Tomàs de Ventajola）